# Вязовое (Ахтырский район)
Вязовое (укр. В'язове) — село, Вязовский сельский совет, Ахтырский район,
Сумская область, Украина.
Код КОАТУУ — 5920381601. Население по переписи 2001 года составляет 703 человека.
Является административным центром Вязовского сельского совета, в который, кроме того, входят сёла Рубаны, Скелька и Шабалтаево.

## Географическое положение
Село Вязовое находится между реками Ворскла и Грунь. На расстоянии в 1 км расположено село Шабалтаево.

## История
- Село основано во второй половине XVII века.

## Экономика
- ООО «ФОРВАРД».

## Объекты социальной сферы
- Школа І-ІІ ст.
- Дом культуры.
- Фельдшерско-акушерский пункт.

## Известные люди
- Симон Василий Петрович (1920—1999) — Герой Советского Союза, родился в селе.